# (492) Gismonda
(492) Gismonda es un asteroide perteneciente al cinturón de asteroides descubierto el 3 de septiembre de 1902 por Maximilian Franz Wolf desde el observatorio de Heidelberg-Königstuhl, Alemania.
Está nombrado por Gismonda, un personaje del Decamerón del escritor italiano Giovanni Boccaccio (1313-1375).
Forma parte de la familia asteroidal de Temis.